# Kidal

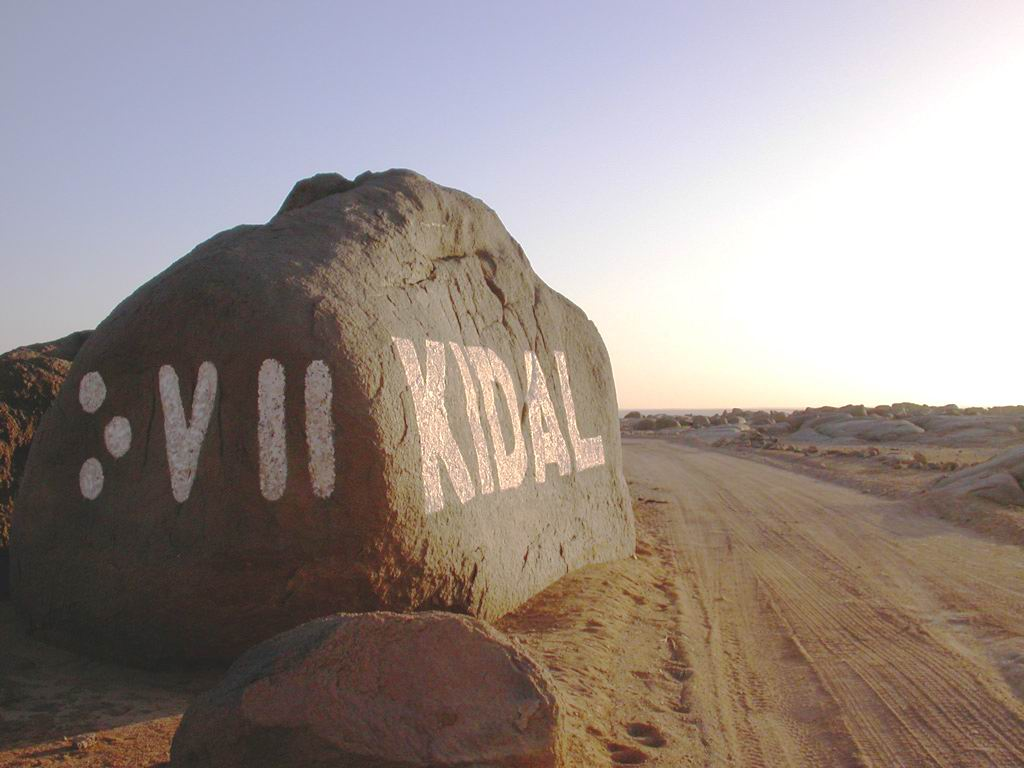
Entrada de Kidal

Kidal (tifinag: ⴾⴸⵍ) és una petita població i comuna de la regió desèrtica del nord de Mali. La ciutat se situa a 285 km al nord-est de Gao i és la capital del Cercle de Kidal i de la regió de Kidal. La comuna està situada dins del territori que el Moviment Nacional per a l'Alliberament de l'Azawad (MNLA) reclama com a estat nació independent de l'Azawad, reclamació que no ha estat reconeguda per la comunitat internacional. Té una àrea d'aproximadament 9.910 quilòmetres quadrats, que inclou la ciutat de Kidal i 31 altres assentaments.
El 30 de març del 2012, Kidal i la seva base militar van ser capturades pel MNLA com a part de la rebel·lió tuareg, que tenia per objectiu la proclamació de la independència de la regió de l'Azawad. Un portaveu de la Junta Militar de Mali va dir que "per preservar la vida de les persones de Kidal, el comando militar ha decidit no perllongar la batalla". Gao i Tombuctú van ser capturades durant les 48 hores següents, i el 6 d'abril, el MNLA va declarar la independència de l'Azawad de Mali.